# Вакуя

Ва́куя (яп. 涌谷町, わくやちょう, МФА: [wakuja t͡ɕoː]) — містечко в Японії, в повіті Тода префектури Міяґі. Станом на 1 жовтня 2008 площа містечка становила 82,08 км². Станом на 1 січня 2009 населення містечка становило 17 746 осіб.